# Hemiristina pleomeles
Hemiristina pleomeles är en tvåvingeart som beskrevs av Permkam och Albany Hancock 1995. Hemiristina pleomeles ingår i släktet Hemiristina och familjen borrflugor. Inga underarter finns listade i Catalogue of Life.